# ダイナミック太郎
ダイナミック太郎（ダイナミックたろう）は、漫画家。本名は近藤 太郎（こんどう たろう）。1997年『夏の手紙』（マガジンFRESH）でデビュー。マガジン新人漫画賞佳作。

## 作品リスト
- 夏の手紙（マガジンFRESH 1997年連載）
- ないすがいないすれでぃ（マガジンスペシャル 1998年連載）
- 九十九（マガジンスペシャル 2001年連載）
- カメラマン宮澤正明物語（週刊少年マガジン 2003年連載）
- メカ沢くん（コミックボンボン 2003年 - 2005年連載）
- おジャ魔神 山田くん!!（コミックボンボン 2005年 - 2007年連載）
- いただきます（全国農業新聞 2006年連載）
- いつかダイナミック!!（ビッグコミックスピリッツ 2008年連載）
- 大怪獣バトルEX うるとらもんすたーずっ!!（コロコロイチバン！ 2008年3月号連載）
- ケータイ捜査官7（コロコロイチバン！ 2008年5月号、6月号連載）
- ランスロットフルスロットル（月刊少年ライバル 2008年7月号 - 2009年3月号連載）
- ば・ば・ば・ば爆熱ボンバーマン（デンゲキニンテンドーDS　2008年9月号 - 2011年8月号連載）
- ビックリマンキッズ ニャンダー決闘伝（コロコロイチバン！　2008年11月号 - 2009年7月号連載）
- ウルトラギャラクシー大怪獣バトル外伝 スペシャルクルーズ（大怪獣バトルウルトラファンブック 2008年連載）
- ゲキレツぎゃぐ! ガン!ガン!ガンバライド!!（てれびくん 2009年11月号 - 2013年10月号連載）
  - ガン!ガン!ガンバライド!! 仮面ライダー4コマギャグ百科（単行本）
- バーストギャグ! ガン!ガン!ガンバライジング!!（てれびくん 2013年11月号 - 2023年4月号連載）
- シンクロギャグ! ガン!ガン!ガンバレジェンズ（てれびくん 2023年5月号 - 連載）
- 仮面ライダーウィザード いきなりショータイム!（コロコロイチバン！ 2012年11月号 - 2013年9月号連載）
- ミュータントタートルズ 〜オレたちゃカメな4忍組〜（コロコロイチバン！　2014年6月号 - 2015年5月号連載）
- Oh!ガッチマン（デンゲキバズーカ!! 2014年12月号(創刊号) - 2016年1月号連載）
- Oh!ガッチマン 異世界のオシリンカー（デンゲキバズーカ!! 2016年2月号 - 2016年4月号連載）
- ふなっしーの大ぼうけん（コロコロイチバン！ 2015年10月号 - 2016年5月号連載）
- 星のカービィ 今日もまんまる日記!（コロコロイチバン！ 2016年7月号 - 連載）
- 星のカービィ パズルプラネット（コロコロイチバン！ 2017年1月号 - 連載）

## 師匠
- 藤沢とおる
- 野中英次